# Presa de Karakaya
La presa de Karakaya (en turco: Karakaya Barajı) es una presa hidroeléctrica en el Éufrates, en Turquía. Es una de las veintiuna presas del Proyecto de Anatolia Suroriental y se terminó en el año 1987. La presa hidroeléctrica genera potencia con seis unidades de 300 MW, con una capacidad instalada total de 1.800 MW.

## Conflicto con Irak y Siria
El río Éufrates es una importante fuente de agua tanto para Siria como para Irak, de manera que ambos países expresaron su preocupación sobre el proyecto de construcción de la presa de Karakaya. Un tratado con Irak (en 1986) y Siria (en 1987) garantizó un mínimo caudal de agua anual medio de 500 m³ por segundo.